# Piazza Alessandro Manzoni (Sienne)

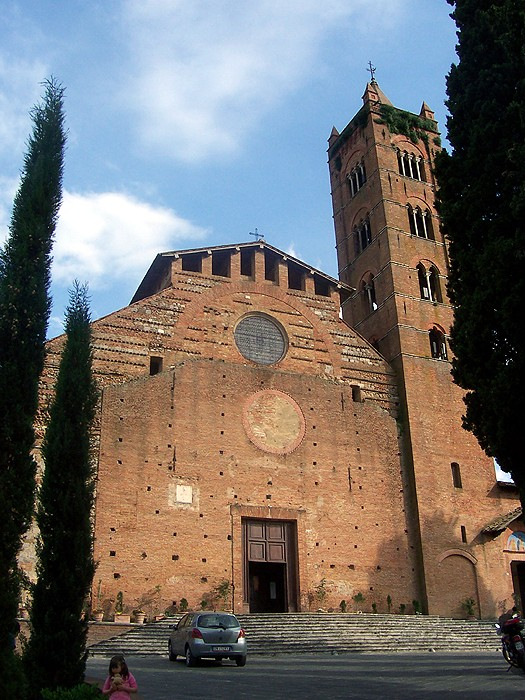
Le parvis de a basilique donnant sur la place.

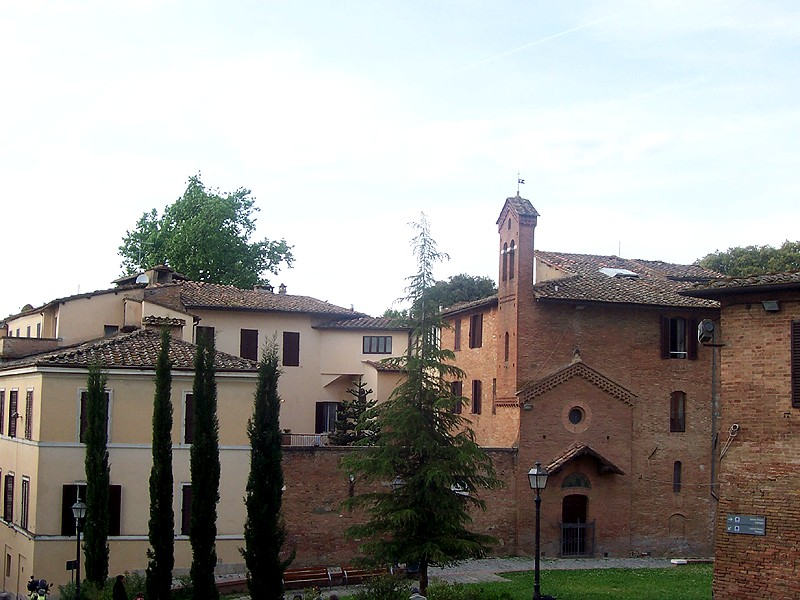
Le couvent des Servites proche.

La Piazza  Alessandro Manzoni  est une place de  Sienne où  la via Val di Montone qui la rejoint s'y prolonge en via dei Servi.
La basilique San Clemente in Santa Maria dei Servi en occupe la face sud est.
La place se prolonge vers l'ouest en un promontoire où les festivités de la contrada di Valdimontone se déroulent.